# Хевеши, Шандор
Шандор Хевеши (при рождении — Шандор Хоффманн) (венг. Hevesi Sándor; 3 мая 1873, Надьканижа, Австро-Венгрия — 8 сентября 1939, Будапешт) — венгерский режиссёр, драматург, переводчик, прозаик, журналист, педагог, театральный критик, театральный деятель, доктор наук.

## Биография
Еврейского происхождения. Сын писателя Мора Хоффманна (1843—1915). Изучал право, а затем философию в Будапештском университете, получил докторскую степень на обоих факультетах.
В 1892—1906 годах занимался журналистикой в журнале «Magyar Szemle».
Начинал творческую деятельность как театральный критик, в 1896 году написал книгу «Драма и сцена», затем занялся режиссёрской деятельностью.
В 1901 году работал режиссёром в Национальном театре в Будапеште. В 1904—1908 годах — один из организаторов и художественных руководителей прогрессивного театра-студии «Талия» — первого общедоступного театра Венгрии, рассчитанного на рабочую аудиторию.
Ш. Хевеши первым в Венгрии поставил пьесы М. Горького («На дне», 1905), Ибсена, Г. Зудермана и др.
В 1912 году назначен главным режиссёром Будапештского оперного театра, в 1916—1932 годах — главный режиссёр Национального театра (в 1928—1932 годах одновременно и директор этого театра). В 1933—1939 годах руководил театром «Мадьярсинхаз».
Осуществил ряд реформ венгерского драматического театра. Стремился привлечь к театру широкого демократического зрителя, создать социально значимый репертуар и приобщить венгерских актёров к передовому театральному искусству, приблизил его к реалистическому искусству, добивался ансамблевости исполнения, по-новому трактовал пьесы Шекспира и Мольера, осуществил новаторскую постановку «Трагедии человека» И. Мадача, пропагандировал драматургию Б. Шоу.
Большое внимание придавал развитию современной отечественной драмы (пьесы Ж. Морица, Л. Зилахи).
Автор пьес «Военнопленный» (1917), «Император и шут» (1919), а также инсценировок романов М. Йокаи («Сыновья человека с каменным сердцем», «Бедные богачи» и др.).
Теоретические основы актёрского искусства, близкие идеям К. С. Станиславского, Ш. Хевеши разрабатывал в книгах: «Искусство сцены» (1908), «Подлинный Шекспир» (1919), «Театр» (1938) и др.
В 1927—1932 годах занимался преподавательской деятельностью в Академии драмы. В 1929 году читал лекции по венгерской литературе и Уильяму Шекспиру в Лондонском университете.
В 1922 году награждён премией Венгерской академии наук.
Похоронен на кладбище Керепеши.

## Память
- В его честь была названа школа в г. Надьканижа и театр в Залаэгерсеге.
- Установлена мемориальная доска в Будапеште.